# Thomas Sumner

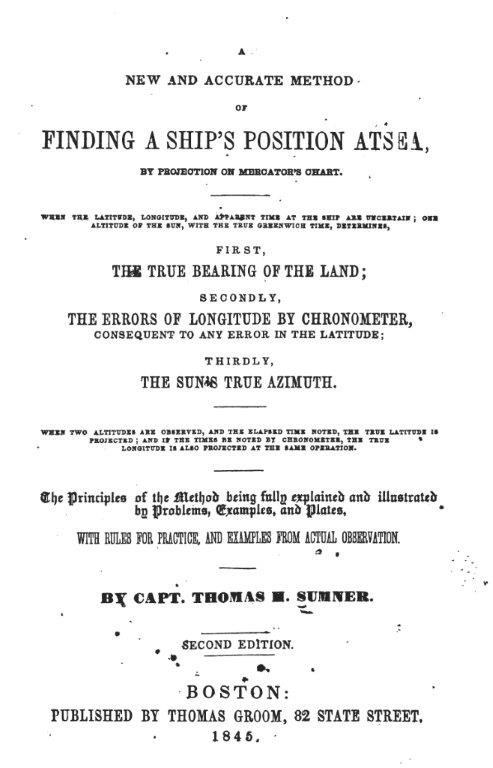
Titelblad van A new and accurate Method of finding a Ship's Position at Sea

Thomas Hubbard Sumner (20 maart 1807 - Taunton (Massachusetts), 9 maart 1876) was een negentiende-eeuwse zeekapitein die een astronomische navigatiemethode ontwikkelde die bekendstaat als de sumnerlijn.
Het gebruik van zon en sterren als navigatiemiddel is een zeer oude kunst. Het is bekend dat de Vikingen al gebruikmaakten van de zon en Poolster om op dezelfde breedtecirkel te varen tijdens hun reizen naar Noord-Amerika. Toch was er tot midden achttiende eeuw nog geen echte methode om een positie te bepalen. Oceaannavigatie werd met schade en schande uitgevoerd waarbij ontdekkingsreizigers stierven van dorst en ondervoeding terwijl ze volgens een breedtelijn voeren op zoek naar land.
In 1837 bedacht Thomas Sumner een methode om een positielijn te bekomen door observatie van hemellichamen.
Sumners inzicht leidde tot het begrip dat wanneer een schip volgens het azimut van een hemellichaam vaart naar (weg van) het punt waar de lijn tussen het hemellichaam en aardecentrum het aardoppervlak snijdt (geografische positie van het hemellichaam), de navigator de sextanthoogte groter zal zien worden (kleiner worden).

## Biografie
Thomas Sumner was de zoon van Thomas Waldron Sumner, een architect, en Elizabeth, dochter van Thomas Hubbard uit Weston (Massachusetts). Het gezin had elf kinderen, van wie er vier op vroege leeftijd stierven. Van de zeven die overleefden was hij de enige zoon. Op zijn vijftiende ging hij naar Harvard.
Toen hij negentien was trouwde hij kort nadat hij afgestudeerd was en vluchtte naar New York. Drie jaar nadien scheidde hij. Hierna schreef hij zich in als zeeman op een schip dat voer op de China-route en binnen acht jaar was hij opgeklommen tot kapitein. 
Op 10 maart 1834 trouwde hij met Selina Christiana Malcolm uit Connecticut en tussen 1835 en 1848 kregen ze zes kinderen, van wie er twee stierven als baby.
Op 25 november 1837 ging Sumner van kade in Charleston (South Carolina), met als bestemming Greenock in Schotland. Het was tijdens deze reis, toen ze aankwamen in het Sint-Georgekanaal en de Ierse Zee, dat hij een nieuwe principe van astronavigatie uitdacht. Hij nam een aantal jaar om zijn theorie te perfectioneren en publiceerde het in 1843 in een klein boekje.
Kort hierna ging zijn geheugen achteruit en in 1850 kwam hij terecht in het McLean Asylum in Boston. In 1865 kwam hij terecht in het ziekenhuis voor geesteszieken in Taunton (Massachusetts), waar hij stierf in 1876. Hij werd 69 jaar oud.

## Eerbewijzen
Twee surveyschepen in de Verenigde Staten en een krater op de maan zijn naar hem genoemd.   